# Amanda Crowe
Amanda Crowe (Limite de Qualla, 16 de julho de 1928 – 27 de setembro de 2004)  foi uma "Eastern Band Cherokee" entalhadora e educadora de Cherokee, na Carolina do Norte. Educada na Escola do Instituto de Arte de Chicago, o seu trabalho tem sido amplamente divulgado e é mantido por um número enorme de museus. Crowe dedicou grande parte de sua carreira para o ensino e a formação da próxima geração de artistas de Cherokee do leste.

## Morte e legado
Crowe morreu em 27 de setembro de 2004. Muitos dos contemporâneos de escultores da Banda Cherokee do Leste hoje foram seus alunos. Em 9 de novembro de 2018, o Google a reconheceu com um "doodle".